# Géza d'Ungheria
Géza (940 circa – 1º febbraio 997) fu capo degli Ungari dal 972 al 997.
Figlio del gran principe Taksony e della sua moglie di origine orientale (nello specifico cazara, pecenega o bulgara del Volga), dopo essere salito al trono Géza fece pace con il Sacro Romano Impero, mentre in Ungheria, stando alla narrazione unanime di fonti quasi coeve, consolidò la sua autorità con estrema crudeltà. Géza sposò Sarolta, una figlia di un capotribù ungaro ortodosso e fu il primo monarca magiaro a sostenere i missionari cristiani dell'Europa occidentale. Nonostante fosse stato battezzato (il suo nome di battesimo era Stefano), la sua conversione all'ortodossia rimase soltanto nominale, in quanto egli continuò a compiere atti di culto pagano. Spentosi nel 997, gli successe suo figlio Stefano, poi incoronato primo re d'Ungheria nel 1000 o 1001.

## Biografia

### Primi anni
Primogenito di Taksony, gran principe degli ungari, Géza era stato partorito secondo l'anonimo autore delle Gesta Hungarorum da una donna proveniente «dalla terra dei Cumani». L'anacronistico riferimento a quest'ultimo popolo è stato analizzato a lungo a livello storiografico, con gli studiosi che sono giunti alla conclusione che si trattasse di una persona di origine cazara, pecenega o bulgara del Volga. L'imperatore bizantino Costantino VII Porfirogenito, che elencò i discendenti del gran principe Árpád in una sua opera intorno al 950, non menzionava Géza. Nonostante tale mancato riferimento, Gyula Kristó ha stimato la data di nascita di Géza intorno al 940 e ha ritenuto che l'imperatore lo avesse ignorato a causa della sua giovane età. La forma autentica del nome di Géza pare fosse «Gyeücsa» o «Gyeusa», cioè forse una forma diminutiva del titolo turco yabgu. Il padre di Géza organizzò il suo matrimonio con Sarolta, una figlia di un capo ungherese chiamato Gyula, che amministrò la Transilvania in maniera autonoma rispetto al gran principe e che si era convertito al cristianesimo a Costantinopoli. L'osservazione di Bruno di Querfurt relativa al «cristianesimo languido e confuso» praticato da Sarolta pare suggerisca che la nobildonna si convertì all'ortodossia.

### Regno
Géza subentrò a suo padre intorno al 972, adottando sin da subito una centralizzazione politica, la quale diede origine alla sua fama di sovrano spietato. La versione estesa della Vita di suo figlio afferma addirittura che le mani di Géza erano «sporche di sangue». Pál Engel ha scritto che Géza compì una «epurazione su larga scala» contro i suoi parenti, il che spiega la mancanza di riferimenti ad altri membri della dinastia degli Arpadi intorno al 972. Il nobile Koppány, che continuò a governare le parti meridionali del Transdanubio, rappresenta l'unica eccezione a questa penuria di riferimenti. La conclusione di un'alleanza matrimoniale tra la dinastia del Sacro Romano Impero con Ottone I di Sassonia e quella bizantina con Teofano determinò un riavvicinamento tra le due potenze vicine ring Ungheria nel 972. Constatate le condizioni geopolitiche, Géza decise di stringere una pace con il Sacro Romano Impero. In un'ottica collaborativa, Ottone I diede incarico a un monaco di nome Bruno di recarsi in Ungheria intorno al 972. Gli «ambasciatori» (legati) magiari si presentarono a un incontro svoltosi al cospetto dell'imperatore a Quedlinburg nel 973.
(Artvico: Legenda maior S. Stephani regis)

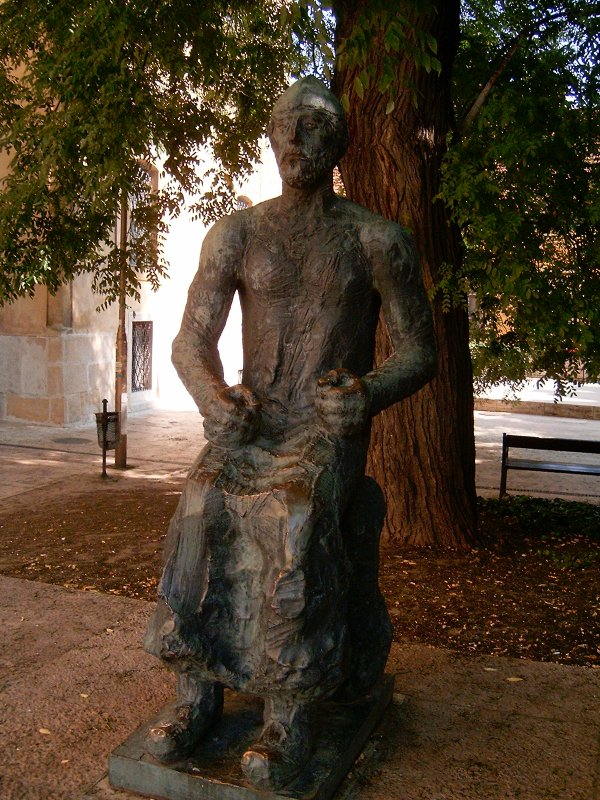
Statua del gran principe Géza a Székesfehérvár

Un riferimento su un vescovo Prunwart nell'Abbazia di San Gallo menziona il suo successo nell'aver battezzato molti ungari, incluso il loro «sovrano». Il quasi contemporaneo Tietmaro di Merseburgo conferma che la conversione al cristianesimo dei magiari di fede pagana iniziò sotto Géza, che divenne il primo sovrano cristiano dell'Ungheria. Nel momento in cui ricevette la somministrazione del primo sacramento cristiano, il nome di battesimo che gli venne assegnato fu Stefano. Tuttavia, Géza continuò a osservare i culti tradizionali, circostanza che dimostra che la sua conversione al cristianesimo non risultò mai sincera. Kristó e altri storici hanno affermato che la prima diocesi cattolica romana istituita in Ungheria, quella di Veszprém, vide la luce durante il regno di Géza, ma il loro punto di vista non appare unanimemente accettato dai medievalisti. Un documento emesso durante il regno di suo figlio afferma che Géza fu il fondatore dell'Abbazia benedettina di Pannonhalma.
(Tietmaro di Merseburgo, Chronicum)
Approfittando dei conflitti interni emersi nel Sacro Romano Impero dopo la morte dell'imperatore Ottone II, Géza invase la Baviera ed espugnò la fortezza di Melk nel 983. Nel 991, i bavaresi lanciarono un contrattacco che costrinse Géza a ritirare le sue forze dalle terre situate a est della Selva Viennese. Inoltre, rinunciò a quanto collocato a est del fiume Leita nel trattato di pace sottoscritto nel 996 con Enrico II il Santo. Géza organizzò inoltre il matrimonio di suo figlio ed erede Stefano con la sorella di Enrico Gisella. Anche prima di questa alleanza matrimoniale, Géza convocò i capi ungari a un'assemblea e li costrinse a prestare giuramento, confermando il diritto di suo figlio nella successione.

### Morte
Il gran principe si spense il 1º febbraio 997. Sebbene oscurato nella fama da suo figlio Stefano, Géza fu l'artefice di notevoli miglioramenti durante il suo regno. Fondò Székesfehérvár, facendola divenire la capitale, impose autorevolmente il governo centrale su tutto il territorio del paese, con l'eccezione della Transilvania che rimase sotto l'autorità di Gyula. Questo gli permise di riscuotere tasse e tributi in modo molto più efficiente dei suoi predecessori.

## Famiglia

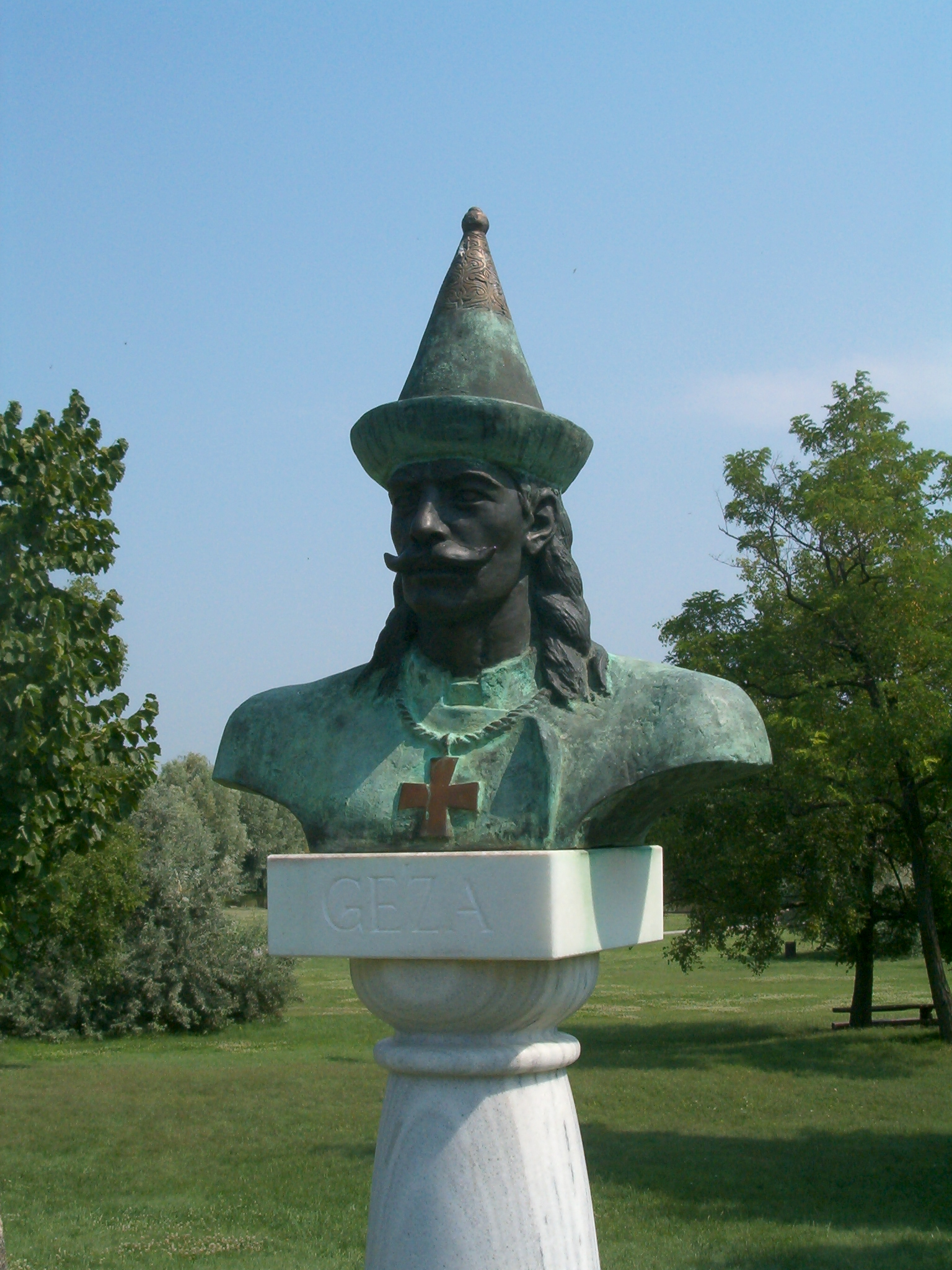
Busto di Géza d'Ungheria nel parco nazionale storico di Ópusztaszer

Sarolta diede alla luce almeno tre dei figli di Géza: Stefano, succeduto al padre sul trono, e due figlie il cui nome risulta ignoto. Poiché Sarolta sopravvisse più a lungo di Géza, ciò suggerisce che fosse anche la genitrice delle figlie del principe. Sulla base del Chronicon Hungarico-Polonicum, Szabolcs de Vajay ha suggerito che la madre delle figlie fosse la presunta seconda consorte di Géza, Adelaide di Polonia, ma tale ricostruzione non gode di ampia fortuna. Adelaide è menzionata soltanto nel Chronicon Hungarico-Polonicum, che la indica come la sorella di Miecislao I di Polonia (duca di Polonia), ma la storicità stessa della donna resta in dubbio tra gli specialisti. La cronaca attribuisce la conversione di Géza all'influenza di Adelaide.
Il seguente albero genealogico presenta gli antenati di Géza e la sua progenie.
|                    |                    |                    |                    |                    |                    |         |         | Árpád                 | Árpád                 | Árpád                 | Árpád                 | Árpád                  | Árpád                  |                        |                        | Menumorut*             | Menumorut*             | Menumorut* | Menumorut* | Menumorut*                | Menumorut*                |                           |                           |                           |                           |                     |                     |                     |                     |                |                |                |                |        |        |                 |                 |                          |                          |                          |                          |                          |                          |                |                |
|                    |                    |                    |                    |                    |                    |         |         | Árpád                 | Árpád                 | Árpád                 | Árpád                 | Árpád                  | Árpád                  |                        |                        | Menumorut*             | Menumorut*             | Menumorut* | Menumorut* | Menumorut*                | Menumorut*                |                           |                           |                           |                           |                     |                     |                     |                     |                |                |                |                |        |        |                 |                 |                          |                          |                          |                          |                          |                          |                |                |
|                    |                    |                    |                    |                    |                    |         |         | Zoltán                | Zoltán                | Zoltán                | Zoltán                | Zoltán                 | Zoltán                 |                        |                        | figlia                 | figlia                 | figlia     | figlia     | figlia                    | figlia                    |                           |                           |                           |                           |                     |                     |                     |                     |                |                |                |                |        |        |                 |                 |                          |                          |                          |                          |                          |                          |                |                |
|                    |                    |                    |                    |                    |                    |         |         | Zoltán                | Zoltán                | Zoltán                | Zoltán                | Zoltán                 | Zoltán                 |                        |                        | figlia                 | figlia                 | figlia     | figlia     | figlia                    | figlia                    |                           |                           |                           |                           |                     |                     |                     |                     |                |                |                |                |        |        |                 |                 |                          |                          |                          |                          |                          |                          |                |                |
|                    |                    |                    |                    |                    |                    |         |         |                       |                       |                       |                       |                        |                        |                        |                        |                        |                        |            |            |                           |                           |                           |                           |                           |                           |                     |                     |                     |                     |                |                |                |                |        |        |                 |                 |                          |                          |                          |                          |                          |                          |                |                |
|                    |                    |                    |                    |                    |                    |         |         |                       |                       |                       |                       | Taksony d'Ungheria     | Taksony d'Ungheria     | Taksony d'Ungheria     | Taksony d'Ungheria     | Taksony d'Ungheria     | Taksony d'Ungheria     |            |            | una nobildonna "cumana"** | una nobildonna "cumana"** | una nobildonna "cumana"** | una nobildonna "cumana"** | una nobildonna "cumana"** | una nobildonna "cumana"** |                     |                     |                     |                     |                |                |                |                |        |        |                 |                 |                          |                          |                          |                          |                          |                          |                |                |
|                    |                    |                    |                    |                    |                    |         |         |                       |                       |                       |                       | Taksony d'Ungheria     | Taksony d'Ungheria     | Taksony d'Ungheria     | Taksony d'Ungheria     | Taksony d'Ungheria     | Taksony d'Ungheria     |            |            | una nobildonna "cumana"** | una nobildonna "cumana"** | una nobildonna "cumana"** | una nobildonna "cumana"** | una nobildonna "cumana"** | una nobildonna "cumana"** |                     |                     |                     |                     |                |                |                |                |        |        |                 |                 |                          |                          |                          |                          |                          |                          |                |                |
|                    |                    |                    |                    |                    |                    |         |         |                       |                       |                       |                       |                        |                        |                        |                        |                        |                        |            |            |                           |                           |                           |                           |                           |                           |                     |                     |                     |                     |                |                |                |                |        |        |                 |                 |                          |                          |                          |                          |                          |                          |                |                |
|                    |                    |                    |                    |                    |                    |         |         |                       |                       |                       |                       |                        |                        |                        |                        |                        |                        |            |            |                           |                           |                           |                           |                           |                           |                     |                     |                     |                     |                |                |                |                |        |        |                 |                 |                          |                          |                          |                          |                          |                          |                |                |
|                    |                    |                    |                    |                    |                    |         |         |                       |                       |                       |                       |                        |                        |                        |                        |                        |                        |            |            |                           |                           |                           |                           |                           |                           |                     |                     |                     |                     |                |                |                |                |        |        |                 |                 |                          |                          |                          |                          |                          |                          |                |                |
| Sarolta            | Sarolta            | Sarolta            | Sarolta            | Sarolta            | Sarolta            |         |         | Géza                  | Géza                  | Géza                  | Géza                  | Géza                   | Géza                   |                        |                        |                        |                        |            |            |                           |                           |                           |                           |                           |                           |                     |                     |                     |                     |                |                |                |                |        |        |                 |                 | Mihály                   | Mihály                   | Mihály                   | Mihály                   | Mihály                   | Mihály                   |                |                |
| Sarolta            | Sarolta            | Sarolta            | Sarolta            | Sarolta            | Sarolta            |         |         | Géza                  | Géza                  | Géza                  | Géza                  | Géza                   | Géza                   |                        |                        |                        |                        |            |            |                           |                           |                           |                           |                           |                           |                     |                     |                     |                     |                |                |                |                |        |        |                 |                 | Mihály                   | Mihály                   | Mihály                   | Mihály                   | Mihály                   | Mihály                   |                |                |
|                    |                    |                    |                    |                    |                    |         |         |                       |                       |                       |                       |                        |                        |                        |                        |                        |                        |            |            | (1)                       |                           |                           |                           |                           |                           |                     |                     |                     |                     |                |                |                |                |        |        |                 |                 |                          |                          |                          |                          |                          |                          |                |                |
|                    |                    |                    |                    |                    |                    |         |         |                       |                       |                       |                       |                        |                        |                        |                        |                        |                        |            |            |                           |                           |                           |                           |                           |                           |                     |                     |                     |                     |                |                |                |                |        |        |                 |                 |                          |                          |                          |                          |                          |                          |                |                |
| figlia (Giuditta?) | figlia (Giuditta?) | figlia (Giuditta?) | figlia (Giuditta?) | figlia (Giuditta?) | figlia (Giuditta?) |         |         | Boleslao I di Polonia | Boleslao I di Polonia | Boleslao I di Polonia | Boleslao I di Polonia | Boleslao I di Polonia  | Boleslao I di Polonia  |                        |                        | figlia                 | figlia                 | figlia     | figlia     | figlia                    | figlia                    |                           |                           | Gavril Radomir            | Gavril Radomir            | Gavril Radomir      | Gavril Radomir      | Gavril Radomir      | Gavril Radomir      |                |                |                |                |        |        |                 |                 | Re d'Ungheria (dal 1046) | Re d'Ungheria (dal 1046) | Re d'Ungheria (dal 1046) | Re d'Ungheria (dal 1046) | Re d'Ungheria (dal 1046) | Re d'Ungheria (dal 1046) |                |                |
| figlia (Giuditta?) | figlia (Giuditta?) | figlia (Giuditta?) | figlia (Giuditta?) | figlia (Giuditta?) | figlia (Giuditta?) |         |         | Boleslao I di Polonia | Boleslao I di Polonia | Boleslao I di Polonia | Boleslao I di Polonia | Boleslao I di Polonia  | Boleslao I di Polonia  |                        |                        | figlia                 | figlia                 | figlia     | figlia     | figlia                    | figlia                    |                           |                           | Gavril Radomir            | Gavril Radomir            | Gavril Radomir      | Gavril Radomir      | Gavril Radomir      | Gavril Radomir      |                |                |                |                |        |        |                 |                 | Re d'Ungheria (dal 1046) | Re d'Ungheria (dal 1046) | Re d'Ungheria (dal 1046) | Re d'Ungheria (dal 1046) | Re d'Ungheria (dal 1046) | Re d'Ungheria (dal 1046) |                |                |
|                    |                    |                    |                    |                    |                    |         |         |                       |                       |                       |                       |                        |                        |                        |                        |                        |                        |            |            |                           |                           |                           |                           |                           |                           |                     |                     |                     |                     |                |                |                |                |        |        |                 |                 |                          |                          |                          |                          |                          |                          |                |                |
|                    |                    |                    |                    |                    |                    |         |         |                       |                       |                       |                       |                        |                        |                        |                        |                        |                        |            |            |                           |                           |                           |                           |                           |                           |                     |                     |                     |                     |                |                |                |                |        |        |                 |                 |                          |                          |                          |                          |                          |                          |                |                |
|                    |                    |                    |                    | (1)                |                    |         |         |                       |                       |                       |                       |                        |                        |                        |                        |                        |                        |            |            |                           |                           |                           |                           |                           |                           |                     |                     |                     |                     |                |                |                |                |        |        |                 |                 |                          |                          |                          |                          |                          |                          |                |                |
|                    |                    |                    |                    |                    |                    |         |         |                       |                       |                       |                       |                        |                        |                        |                        |                        |                        |            |            |                           |                           |                           |                           |                           |                           |                     |                     |                     |                     |                |                |                |                |        |        |                 |                 |                          |                          |                          |                          |                          |                          |                |                |
| Gisella di Baviera | Gisella di Baviera | Gisella di Baviera | Gisella di Baviera | Gisella di Baviera | Gisella di Baviera |         |         | Stefano I d'Ungheria  | Stefano I d'Ungheria  | Stefano I d'Ungheria  | Stefano I d'Ungheria  | Stefano I d'Ungheria   | Stefano I d'Ungheria   |                        |                        | figlia                 | figlia                 | figlia     | figlia     | figlia                    | figlia                    |                           |                           | Doge Ottone Orseolo       | Doge Ottone Orseolo       | Doge Ottone Orseolo | Doge Ottone Orseolo | Doge Ottone Orseolo | Doge Ottone Orseolo |                |                | figlia         | figlia         | figlia | figlia | figlia          | figlia          |                          |                          | Samuele Aba***           | Samuele Aba***           | Samuele Aba***           | Samuele Aba***           | Samuele Aba*** | Samuele Aba*** |
| Gisella di Baviera | Gisella di Baviera | Gisella di Baviera | Gisella di Baviera | Gisella di Baviera | Gisella di Baviera |         |         | Stefano I d'Ungheria  | Stefano I d'Ungheria  | Stefano I d'Ungheria  | Stefano I d'Ungheria  | Stefano I d'Ungheria   | Stefano I d'Ungheria   |                        |                        | figlia                 | figlia                 | figlia     | figlia     | figlia                    | figlia                    |                           |                           | Doge Ottone Orseolo       | Doge Ottone Orseolo       | Doge Ottone Orseolo | Doge Ottone Orseolo | Doge Ottone Orseolo | Doge Ottone Orseolo |                |                | figlia         | figlia         | figlia | figlia | figlia          | figlia          |                          |                          | Samuele Aba***           | Samuele Aba***           | Samuele Aba***           | Samuele Aba***           | Samuele Aba*** | Samuele Aba*** |
|                    |                    |                    |                    |                    |                    |         |         |                       |                       |                       |                       |                        |                        |                        |                        |                        |                        |            |            |                           |                           |                           |                           |                           |                           |                     |                     |                     |                     |                |                |                |                |        |        |                 |                 |                          |                          |                          |                          |                          |                          |                |                |
|                    |                    |                    |                    |                    |                    |         |         |                       |                       |                       |                       |                        |                        |                        |                        |                        |                        |            |            |                           |                           |                           |                           |                           |                           |                     |                     |                     |                     |                |                |                |                |        |        |                 |                 |                          |                          |                          |                          |                          |                          |                |                |
|                    |                    |                    |                    | Emerico            | Emerico            | Emerico | Emerico | Emerico               | Emerico               |                       |                       | Adalberto di Babenberg | Adalberto di Babenberg | Adalberto di Babenberg | Adalberto di Babenberg | Adalberto di Babenberg | Adalberto di Babenberg |            |            | Frozza                    | Frozza                    | Frozza                    | Frozza                    | Frozza                    | Frozza                    |                     |                     | Pietro Orseolo      | Pietro Orseolo      | Pietro Orseolo | Pietro Orseolo | Pietro Orseolo | Pietro Orseolo |        |        | Discendente**** | Discendente**** | Discendente****          | Discendente****          | Discendente****          | Discendente****          |                          |                          |                |                |
|                    |                    |                    |                    | Emerico            | Emerico            | Emerico | Emerico | Emerico               | Emerico               |                       |                       | Adalberto di Babenberg | Adalberto di Babenberg | Adalberto di Babenberg | Adalberto di Babenberg | Adalberto di Babenberg | Adalberto di Babenberg |            |            | Frozza                    | Frozza                    | Frozza                    | Frozza                    | Frozza                    | Frozza                    |                     |                     | Pietro Orseolo      | Pietro Orseolo      | Pietro Orseolo | Pietro Orseolo | Pietro Orseolo | Pietro Orseolo |        |        | Discendente**** | Discendente**** | Discendente****          | Discendente****          | Discendente****          | Discendente****          |                          |                          |                |                |

- La storicità o meno di Menumorut resta oggetto di dibattito per gli studiosi moderni.
** Una donna cazara, pecenega o bulgara del Volga.
*** Samuele Aba potrebbe essere stato il nipote di Géza anziché del suo genero.
**** La presenza di un discendente maschile della famiglia Aba risulta praticamente certa, in quanto essa era ancora attiva in Ungheria nel XIV secolo.

## Ascendenza
|                       |   |           | Genitori |  |  | Nonni |  |  | Bisnonni         |  |  | Trisnonni |  |
|                       |   |           |          |  |  |       |  |  | Árpád d'Ungheria |  |  | Álmos     |  |
|                       |   |           |          |  |  |       |  |  | Árpád d'Ungheria |  |  | Álmos     |  |
|                       |   | …         |          |  |  |       |  |  | Árpád d'Ungheria |  |  |           |  |
| Zoltán d'Ungheria     |   |           |          |  |  |       |  |  | Árpád d'Ungheria |  |  |           |  |
|                       |   | …         | …        |  |  |       |  |  |                  |  |  |           |  |
|                       |   | …         | …        |  |  |       |  |  |                  |  |  |           |  |
|                       |   | …         | …        |  |  |       |  |  |                  |  |  |           |  |
| Taksony d'Ungheria    |   | …         |          |  |  |       |  |  |                  |  |  |           |  |
|                       |   | Menumorut | …        |  |  |       |  |  |                  |  |  |           |  |
|                       |   | Menumorut | …        |  |  |       |  |  |                  |  |  |           |  |
|                       |   | Menumorut | …        |  |  |       |  |  |                  |  |  |           |  |
| figlia di Menumorut   |   | Menumorut |          |  |  |       |  |  |                  |  |  |           |  |
|                       |   | …         | …        |  |  |       |  |  |                  |  |  |           |  |
|                       |   | …         | …        |  |  |       |  |  |                  |  |  |           |  |
|                       |   | …         | …        |  |  |       |  |  |                  |  |  |           |  |
| Géza d'Ungheria       |   | …         |          |  |  |       |  |  |                  |  |  |           |  |
|                       | … | …         |          |  |  |       |  |  |                  |  |  |           |  |
|                       | … | …         |          |  |  |       |  |  |                  |  |  |           |  |
|                       | … | …         |          |  |  |       |  |  |                  |  |  |           |  |
| …                     | … |           |          |  |  |       |  |  |                  |  |  |           |  |
|                       |   | …         | …        |  |  |       |  |  |                  |  |  |           |  |
|                       |   | …         | …        |  |  |       |  |  |                  |  |  |           |  |
|                       |   | …         | …        |  |  |       |  |  |                  |  |  |           |  |
| una nobildonna cumana |   | …         |          |  |  |       |  |  |                  |  |  |           |  |
|                       |   | …         | …        |  |  |       |  |  |                  |  |  |           |  |
|                       |   | …         | …        |  |  |       |  |  |                  |  |  |           |  |
|                       |   | …         | …        |  |  |       |  |  |                  |  |  |           |  |
| …                     |   | …         |          |  |  |       |  |  |                  |  |  |           |  |
|                       |   | …         | …        |  |  |       |  |  |                  |  |  |           |  |
|                       |   | …         | …        |  |  |       |  |  |                  |  |  |           |  |
|                       |   | …         | …        |  |  |       |  |  |                  |  |  |           |  |
|                       |   | …         |          |  |  |       |  |  |                  |  |  |           |  |

### Fonti primarie
- Tietmaro di Merseburgo, Cronaca, traduzione di Matteo Taddei, Pisa University Press, 2018, ISBN 978-88-33-39085-7.
- Anonimo notaio di re Béla, Gesta Hungarorum, traduzione di Martyn Rady e László Veszprémy, CEU Press, 2010, ISBN 978-963-9776-95-1.
- (EN) Artvico, Life of King Stephen of Hungary, in Medieval Hagiography: An Anthology, traduzione di Nora Berend, Routledge, 2001, ISBN 0-415-93753-1.

### Fonti secondarie
- (EN) Nora Berend, József Laszlovszky e Béla Zsolt Szakács, The Kingdom of Hungary, in Christianization and the Rise of Christian Monarchy: Scandinavia, Central Europe and Rus' c.900-1200, 1ª ed., Cambridge, Cambridge University Press, 2007,  pp. 319-368, ISBN 978-11-39-46836-7.
- (EN) Pál Engel, The Realm of St Stephen: A History of Medieval Hungary, 895-1526, I.B. Tauris Publishers, 2001, ISBN 1-86064-061-3.
- (EN) Martin Homza, Mulieres suadentes - Persuasive Women: Female Royal Saints in Medieval East Central and Eastern Europe, BRILL, 2017, ISBN 978-90-04-31466-5.
- (EN) Stanislav J. Kirschbaum, A History of Slovakia: The Struggle for Survival, 2ª ed., Basingstoke, Macmillan, 2005, ISBN 978-03-33-62079-3.
- (EN) László Kontler, Millennium in Central Europe: A History of Hungary, Atlantisz Publishing House, 1999, ISBN 963-9165-37-9.
- (HU) Gyula Kristó e Ferenc Makk, Az Árpád-ház uralkodói [Sovrani della casata degli Arpadi], I.P.C. Könyvek, 1996, ISBN 963-7930-97-3.
- (EN) Carlile A. Macartney, The Medieval Hungarian Historians: A Critical & Analytical Guide, Cambridge University Press, ISBN 978-0-521-08051-4.
- (EN) Miklós Molnár, A Concise History of Hungary, Cambridge University Press, 2001, ISBN 978-0-521-66736-4.
- (EN) Tudor Sălăgean, Romanian Society in the Early Middle Ages (9th-14th Centuries AD), in History of Romania: Compendium, Romanian Cultural Institute (Center for Transylvanian Studies), 2005,  pp. 133-207, ISBN 978-973-7784-12-4.
- (HU) Sándor László Tóth, Géza, in Korai magyar történeti lexikon (9-14. század) [Enciclopedia dell'Antica Storia Ungherese (IX-XIV secolo)], Akadémiai Kiadó, 1994,  p. 235, ISBN 963-05-6722-9.